# KDEL
KDEL és una seqüència senyal peptídica en l'estructura aminoacídica d'una proteïna que impedeix que la proteïna sigui secretada del reticle endoplasmàtic (ER) i facilita el seu retorn si és exportada accidentalment. Una proteïna amb un motiu KDEL funcional serà recuperada de l'aparell de Golgi per transport retrògrad al lumen de l'ER. També dirigeix proteïnes d'altres ubicacions (com el citoplasma) a l'ER. Les proteïnes només poden deixar l'ER després que aquesta seqüència hagi estat separada.
L'abreviatura KDEL està formada per les lletres corresponents a cada aminoàcid. Aquest sistema de nomenclatura va ser definit per la IUPAC i IUBMB el 1983, i és el següent:
- K – Lisina
- D – Àcid aspàrtic
- E – Àcid glutàmic
- L – Leucina

Per tant, la seqüència en el codi de tres lletres és: Lys - Asp - Glu - Leu.

## Història
Sobre la dècada del 1980, va començar a canviar el concepte que hi havia de que les proteïnes es pleguen espontàniament i es va començar a creure en un nou mecanisme impulsat per les xaperones (família de proteïnes que contribueixen al correcte plegament de les estructures polipeptídiques). No formen part d’aquestes estructures polipeptídiques sinó que únicament s'uneixen a la proteïna per assegurar el seu correcte plegament, ensamblatge i transport cel·lular. Es troben tant en les cèl·lules eucariotes com procariotes). Aquesta nova opinió va néixer a partir de la identificació i clonació de les proteïnes residents en el Reticle Endoplasmàtic (RE). Malgrat aquest gran pas, encara quedava en dubte on i com se “separaven” o “classificaven” aquestes proteïnes residents en el RE a partir de proteïnes secretores recentment sintetitzades.
Més tard, Pelham i Munro determinen el motiu tetrapèptid C-terminal que tenen en comú diverses xaperones (motiu KDEL en els mamífers i HDEL en els llevats).
Introdueixen la hipòtesi que ambdós motius (KDEL per als mamífers i HDEL per als llevats) actuen com a senyalitzadors responsables de la retenció o recuperació del RE, és a dir, la seva funció és la de custodiar, assegurar que les proteïnes del reticle endoplasmàtic es mantenen en el reticle endoplasmàtic.
La prova per verificar la hipòtesi plantejada va consistir en l’addició de residus d'aminoàcids de GRP78 (“proteïna 78 regulada per glucosa” que conté la seqüència KDEL) a una proteïna exògena (en concret, a un lisozim). Aquesta proteïna exògena era dissenyada per a ser secretada i transportada a un altre compartiment cel·lular, no obstant això, l’addició dels residus va evitar la seva secreció, amb la seva consegüent acumulació al reticle endoplasmàtic (RE).

## Funcionament
Les proteïnes residents del reticle endoplasmàtic comencen a ser sintetitzades al citosol, però en arribar a la transcripció d'una determinada seqüència aminoacídica, els ribosomes s'ancoren a la membrana del reticle endoplasmàtic per poder prosseguir amb la síntesi de la molècula. Aquest procés, en el qual intervé la ribonucleoproteïna SRP (que transporta la proteïna) i el R-SRP (el receptor de la dita ribonucleoproteïna, que es troba a la membrana del reticle endoplasmàtic), fa possible que les proteïnes del lumen del reticle endoplasmàtic siguin sintetitzades cotraduccionalment. Quan, durant aquesta síntesi, els ribosomes arribin a la seqüència d'aminoàcids KDEL, s'indicarà, tant per proteïnes luminals com per proteïnes de membrana del reticle endoplasmàtic (que compten amb el senyal tot i que no siguin dissoltes al seu interior), que aquella és la destinació final de la proteïna i, per tant, no ha de ser transportada a cap altre compartiment cel·lular.

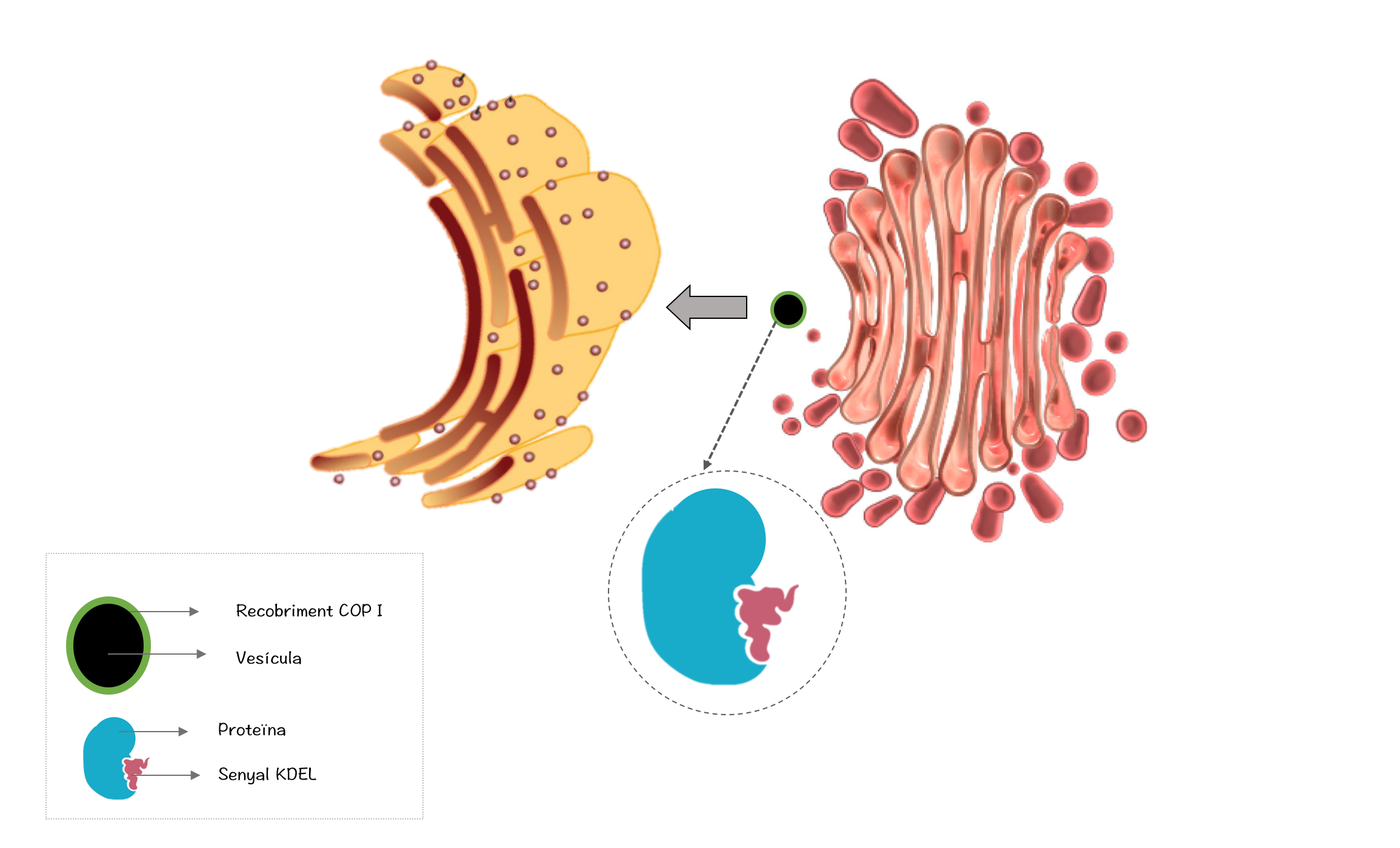
Transport retrògrad d'una proteïna marcada amb KDEL cap al reticle endoplasmàtic

Les proteïnes solubles del reticle, però, poden anar a parar a compartiments diferents, especialment al complex de Golgi (Cis Golgi Network). Això és degut al fet que les vesícules transportadores de proteïnes des del reticle endoplasmàtic fins al complex de Golgi, que es troben recobertes de COP II, poden contenir proteïnes residents del reticle endoplasmàtic al seu interior. En aquest cas, el que ocorre és que, en el compartiment intermediari entre el reticle endoplasmàtic i el complex de Golgi, o en arribar al complex de Golgi, el senyal KDEL és reconegut pels receptors KDEL-R, que són diferents proteïnes amb una estructura molt similar, que compten amb set dominis transmembrana. En la unió entre la proteïna amb el senyal i el receptor del motiu, es produeix un canvi de conformació en el receptor, que desencadena en la formació de vesícules de transport de tornada d'ambdues parts unides cap al reticle endoplasmàtic. Aquestes vesícules, normalment formades en la xarxa del cis Golgi i recobertes del complex multiproteic COP I, retornaran les proteïnes al reticle endoplasmàtic on, atès a les condicions de pH del lumen, que és regulat mitjançant bombes de protons, el lligand i el receptor perdran afinitat. D'aquesta manera, el receptor de KDEL tornarà a la xarxa del cis Golgi per a ser reutilitzat i la proteïna luminal quedarà dins del reticle. Aquest procés es coneix com a transport retrògrad.
El motiu pel qual ocorre això encara és desconegut, tot i que es considera que les vesícules transportadores del reticle endoplasmàtic fins al complex de Golgi no són selectives i, per tant, que aquest procés es dona com a resultat de la formació de vesícules a llocs indiscriminats del reticle. Ara bé, s'ha demostrat que el KDEL contribueix, durant el transport retrògrad, al control de qualitat de proteïnes, així com al control d'entrada i sortida de substàncies del reticle endoplasmàtic. Així mateix, les proteïnes que compten amb aquesta seqüència actuen com a catalitzadors, contribuint al plegament i la unió d'altres proteïnes translocades al reticle endoplasmàtic.

## Propietats químiques
El KDEL és una seqüència de quatre aminoàcids que està situada al terminal carboxil de les proteïnes solubles del reticle endoplasmàtic (RE) i que actua com un senyal per a la seva localització i retenció dins el RE.
Està format per aminoàcids amb característiques considerablement diferents: 
La lisina (K) és un aminoàcid polar amb càrrega positiva que presenta una cadena lateral hidròfila acabada amb un grup bàsic, el grup amino (-NH2) carregat positivament a pH neutre.
L'àcid aspàrtic (D) i l’àcid glutàmic (E) són dos aminoàcids polars amb càrrega negativa que contenen una cadena lateral hidròfila acabada amb un grup àcid (-COOH), el qual es troba desprotonat a pH neutre.
I la leucina (L), un aminoàcid apolar que, per tant, té una cadena lateral hidrofòbica. No té tendència a interaccionar amb l'aigua i no es troba carregada a pH neutre.
En el seu conjunt, el KDEL és un pèptid àcid a pH neutre, perquè en aquest estat la seva càrrega neta és de -1, és a dir, es troba desprotonat.
Té un punt isoelèctric de 4,01.
Es troba unit a l'extrem carboxil de les proteïnes solubles, interactuant-hi de forma selectiva i no covalent i té una hidrofobicitat de +16.72 Kcal/mol.
La supressió d’aquesta seqüència o l'extensió amb seqüències no relacionades, fins i tot de només dos aminoàcids, sovint dona lloc a la secreció de la proteïna modificada.
El KDEL és necessari i suficient per assegurar la retenció d'aquestes proteïnes al lumen del reticle endoplasmàtic malgrat l'elevada velocitat del transport vesicular cap al complex de Golgi i als orgànuls subsegüents de la via secretora.

## Interès clínic
El KDEL en sí té l'única funció d’actuar com a senyal de reconeixement. No obstant això, en funció de les molècules a les quals s'uneixi, el ventall de possibles utilitats del KDEL s'obre considerablement.

### Tràfic de toxines
Un elevat nombre de toxines destinades al reticle endoplasmàtic, com ara la del còlera, han desenvolupat mecanismes per fabricar proteïnes que posseeixen el motiu KDEL o altres motius molt semblants, i així comptar amb una porta d’entrada a la seva destinació.

### TAT-IL-24-KDEL
Per exemple, si unim la seqüència KDEL a la Interleucina-24 (IL-24), proteïna capaç d’induir de manera selectiva l'apoptosi en cèl·lules canceroses (sense danyar cèl·lules normals), aleshores obtenim la molècula TAT-IL-24-KDEL. Els resultats in-vitro dels experiments duts a terme amb aquesta molècula mostren la inhibició del creixement de cèl·lules de càncer de bufeta, així com en la línia cel·lular del càncer de mama, i també en cèl·lules no petites de càncer de pulmó.

### SDF-1α/54/KDEL
El receptor de la quimiocina CXCR4 és detectat en alts nivells en un gran nombre de tumors malignes, però és la interacció amb el seu lligand (SDF-1), allò que provoca la migració, invasió, i, en definitiva, metàstasi, de les cèl·lules de càncer de pit. Així doncs, la SDF-1α/54/KDEL, és una molècula que permet bloquejar eficientment la proliferació d’aquestes cèl·lules, perquè aquesta s'uneix al CXCR4, i, al mateix temps, el KDEL de la molècula s'uneix al seu receptor de la membrana del reticle endoplasmàtic, ancorant així el CXCR4 al reticle i evitant la seva migració cap a la superfície cel·lular, la qual cosa impedeix, en última instància, la seva unió al SDF-1. D’aquesta manera s'evita l'expansió de les cèl·lules de càncer de pit.

### Resposta Anti-tumoral
En estudiar respostes anti-tumorals, s'ha observat que quan es fusionen el pèptid senyal (SP) d'una proteïna de les xaperones del reticle endoplasmàtic, com ara bé la calreticulina (CRT), amb la seva seqüència de retenció KDEL, es promou una major producció de gamma-interferones i, per tant, una major resposta anti-tumoral, que si s'usés l'SP o el KDEL per separat.